# Aleš Vaupotič
Aleš Vaupotič, slovenski literarni komparativist, novomedijski umetnik, kustos, recenzent in univerzitetni profesor, * 1975, Ljubljana.

## Življenjepis
Vaupotič se je po maturi na Gimnaziji Bežigrad vpisal na Filozofsko fakulteto Univerze v Ljubljani, kjer je leta 2001  diplomiral iz primerjalne književnosti, leta 2011 pa še doktoriral iz literarnih ved pod mentorstvom Tomislava Virka ter somentorstvom Sreča Dragana in Janeza Strehovca. Na Akademiji za likovno umetnost in oblikovanje Univerze v Ljubljani je leta 2004 postal magister umetnosti pod mentorstvom Sreča Dragana. Dodatno se je izobraževal v Italiji (Università Iuav di Venezia, 2003), na Hrvaškem (Univerza v Splitu, 2004), v Avstriji (FH Hagenberg, Linz, 2006), na Novi Zelandiji (Whanganui School of Design, 2006) in še enkrat v Italiji (Univerza v Bologni, 2009).
Med leti 2005 in 2012 je bil Vaupotič samozaposlen v kulturi, leta 2012 pa se je zaposlil na Univerzi v Novi Gorici (UNG), kjer od leta 2017 deluje kot izredni profesor za področje književnosti. Med leti 2017 in 2019 je bil dekan Fakultete za humanistiko na Univerzi v Novi Gorici. Med leti 2014 in 2019 pa vodja Raziskovalnega centra za humanistiko Univerze v  Novi Gorici.
Vaupotič je bil podpredsednik (2003-2005) in nato predsednik (2005-2016) Društva za povezovanje umetnosti in znanosti ArtNetLab. Društvo je izvajalo program pri Ministrstvu za kulturo Republike Slovenije (2004–2006), večletni projekt pri Ministrstvu za kulturo (2010–2013) ter pripravilo približno 15 uspešnih prijav projektov pri raznih sofinancerjih.
Kot umetnik je sodeloval na številnih razstavah na uglednih prizoriščih v Sloveniji in v tujini. Leta 2003 je bil kot umetnik izbran za nastop na mednarodni razstavi Vivere Venezia 2 , vzporedne prireditve (collateral event) v sklopu 50. Beneškega bienala. Leta 2005 ga je Igor Zabel uvrstil v izbor reprezentativnih umetnikov desetletja 1995–2005: Teritoriji, identitete, mreže  v Moderni galeriji. Na documenti (13) v Kasslu leta 2012 je bil s projektom Atlas uvrščen v selekcijo Lori Waxman, ki je na documenti izvajala svoj projekt 60 wrd/min art critic.
Dne 6. aprila 2021 je Ministrstvo za kulturo Aleša Vaupotiča imenovalo za direktorja Moderne galerije.
Dne 23. maja 2023 je Vaupotič odstopil z mesta direktorja Moderne galerije.

## Nagrade
Na majskem salonu, vsakoletni razstavi, ki jo organizira Zveza društev slovenskih likovnih umetnikov (ZDSLU), je skupaj z Narviko Bovcon leta 2014 dobil priznanje,
leta 2017 pa nagrado mednarodne žirije.

## Izbrana bibliografija
- Aleš Vaupotič, Narvika Bovcon. Integracija pesniške zbirke balada za Metko Krašovec Tomaža Šalamuna v medij videa. V: Zvonko Kovač (ur.), Krištof Jacek Kozak (ur.), Barbara Pregelj (ur.). Obzorja jezika – obnebja jezika: poezija Tomaža Šalamuna. Zagreb: FF Press,  str. 173–183, 2004 (COBISS)
- Aleš Vaupotič, Narvika Bovcon. Space and time in new media objects - VideoSpace, Friedhof Laguna, Mouseion Serapeion, S.O.L.A.R.I.S., To Brecknock...c, Data Dune, Proceedings 50th International Symposium ELMAR, Borik Zadar, Croatia, str. 503-506, 2008.
- Aleš Vaupotič, Narvika Bovcon, Franc Solina, Borut Batagelj, Damir Deželjin. Presence: the integration of classical artistic media in a smart space prototype, Proceedings 15th International Conference on Virtual Systems and Multimedia, 9–12 September 2009, Vienna, Austria, str. 98–103.
- Aleš Vaupotič. Teorija tehno-slike Viléma Flusserja. V: Barbara Zorman (ur.), Aleš Vaupotič (ur.). Literatura in gibljive slike: tematski sklop. Primerjalna književnost 37(2):151–163, 2014.
- Aleš Vaupotič. "How to study literary realism as archive art? : the case of Charles Dickens' later novels". Between  7(13):1-20, 2017.
- Aleš Vaupotič. Arhiv v umetnosti. Likovne besede 110:9–26, 2018.
- Narvika Bovcon, Aleš Vaupotič. Transmedia adaptation: a dialogue of genres and communication media. V: Brigitte Le Juez (ur.). (Re)writing without borders: contemporary intermedial perspectives on literature and the visual arts. Champaign, IL: Common Ground Research Networks, str. 101–118, 2018.
- Aleš Vaupotič. Theory of discourse and semiotics: Foucault, Bakhtin, Peirce. V: Ivan Mladenov (ur.). Non/cognate approaches: relation & representation. Sofia: Paradigma, str. 67–84, 2019. (COBISS)
- Aleš Vaupotič. Vprašanje realizma. Založba Univerze v Novi Gorici, 2019. (COBISS)

## Predavanja
- Technoculture #28 Aleš Vaupotič (Digital Humanities) 3. maj 2019.
- Narvika Bovcon, Aleš Vaupotič, Augmented reality and Chronotopicality. Pixxelpoint festival, 18. november 2019.
- Aleš Vaupotič, Komunikacijski modeli v novomedijski umetnosti. +MSUM | Muzej sodobne umetnosti Metelkova, 4. marec 2020.
- Aleš Vaupotič na Videolectures.net.

## V medijih
- Dva primera umetniškega arhiva. MMC RTV SLO, 29. november 2004.
- Skupina ArtNetLab v Parizu. MMC RTV SLO, 15. september 2007.
- Goriška primernejša za razumevanje Nostalgije. MMC RTV SLO, 10. december 2007.
- Evelin Stermitz (en). New Media Art in Slovenia: An Interview with Narvika Bovcon and Aleš Vaupotič. Rhizome (en), 28. julij 2009.
- Znanstvena sfera se ne sme izolirati od celostnega doživljanja sveta Arhivirano 2017-11-22 na Wayback Machine.. Ime tedna sta Narvika Bovcon in Aleš Vaupotič], novomedijska umetnika, ki sta na Salonu 2017 dobila glavno nagrado, 19. november 2017.
- Aleš Vaupotič: Vprašanje realizma. MMC RTV SLO, Radio Slovenija, 18. julij 2019.
- O Moderni galeriji z novim direktorjem Alešem Vaupotičem. MMC RTV SLO, Prispevki, Kultura, 22. april 2021.